# 橋本尚行
橋本 尚行（はしもと ひさゆき、1930年12月24日 - 2004年11月18日）は、日本の実業家で、西日本鉄道社長、会長を務めた。

## 来歴・人物
福岡県朝倉郡杷木町出身。1953年に京都大学法学部を卒業し、翌年に西日本鉄道に入社した。
1979年6月に取締役に就任、常務、専務を経て、1987年6月から副社長となり、1991年6月から1997年6月までに社長を務めた。社長在任中は、福岡天神駅地区における再開発事業を主導した。
2001年4月に勲二等瑞宝章を受章した。
2004年11月18日に急性心筋梗塞のために死去。73歳没。